# Чортовець (річка)
Чортовець — річка в Україні, в Малинському та Народицькому районах Житомирської області. Права притока річки Звіздаль (басейн Прип'яті).

## Опис
Довжина річки 14 км., похил річки — 1,72 м/км, площа басейну водозбору 99,5 км² .  Висота витоку річки над рівнем моря — 169 м; висота гирла над рівнем моря — 145 м, падіння річки — 24 м. Формується з 8 безіменних струмків. 

## Притоки
- Злінь — права притока
- Погорілка — права притока у Народицькому районі Житомирської області. Бере початок на південно-західній околиці Карпилівки. Тече на північний захід і на північному сході від Базару впадає у річку Чортовець. Довжина — приблизно 4 км.[3][4][5]
- Межиліска — права притока

## Розташування
Чортовець бере свій початок на північно-західній околиці села Вороб'ївщина. Тече в північно-західному напрямку понад селами Трудолюбівка та Мар'ятин. На східній околиці села Листвинівка впадає в річку Звіздаль, праву притоку річки Уж.